# DeWalt
DeWalt ist eine US-amerikanische Elektrowerkzeug-Marke des Herstellers Stanley Black & Decker. Der Hauptsitz befindet sich in Towson bei Baltimore, Maryland, USA, die deutsche Niederlassung mit Entwicklung und Einkauf von DeWalt befindet sich in Idstein. Das Produktangebot unter der Marke DeWalt, das im professionellen Bereich positioniert wird, umfasst über 200 verschiedene Elektrowerkzeuge und 800 Zubehörteile.

## Geschichte
Das ursprünglich eigenständige Unternehmen wurde 1924 von Raymond E. DeWalt, dem Erfinder der Radial-Arm-Kreissäge, als DeWalt Products Co. in Leola (Pennsylvania) gegründet. Die Firma expandierte schnell und zog 1929 in ein neues Bürogebäude und Fabrik nach Lancaster (Pennsylvania). 1947 wurde das Unternehmen umstrukturiert und in DeWalt Inc. umfirmiert. 1949 wurde DeWalt an die American Machine and Foundry verkauft, die es 1960 wiederum an Black & Decker verkaufte.
1992 begann Black & Decker eine Neuausrichtung seiner im professionellen und hochwertigen Segment positionierten Elektrowerkzeuge auf DeWalt und verstärkte seine Aktivitäten im weltweiten Markt. 
1994 übernahm Black & Decker die Elektrowerkzeuge- und Holzbearbeitungsmaschinensparte des deutschen Elektrowerkzeugherstellers Elu und vergrößerte so sein Angebot an kabellosen und anderen Elektrowerkzeugen und Zubehör, international unter der Marke DeWalt.
Auf dem deutschen Werkzeugmarkt wurde die Marke Elu zunächst weitergeführt und an den Elu-Standorten weiterhin produziert, auch wenn immer mehr Geräte baugleich mit denen von DeWalt waren. Zudem wurde die Produktion nach Tschechien und China ausgelagert. Die Hauptwerke in Deutschland und in der Schweiz wurden geschlossen. Ab 2001 wurde die Marke Elu schrittweise abgeschafft und fortan die Elektrowerkzeuge nur noch unter der Marke DeWalt angeboten.

## Produkte
Die Marke DeWalt tritt als Generalist im Markt der Elektrowerkzeuge mit einem sehr breiten Produktportfolio auf. DeWalt vertreibt fast ausschließlich akkubetriebene Geräte und führt neben einer 18 V-Serie (Schlagbohrer, Bohrschrauber, Winkelschleifer etc.) auch eine 54 V-Akkuserie („XR Flexvolt“) für u. a. Sägen etc.

## Sponsoring

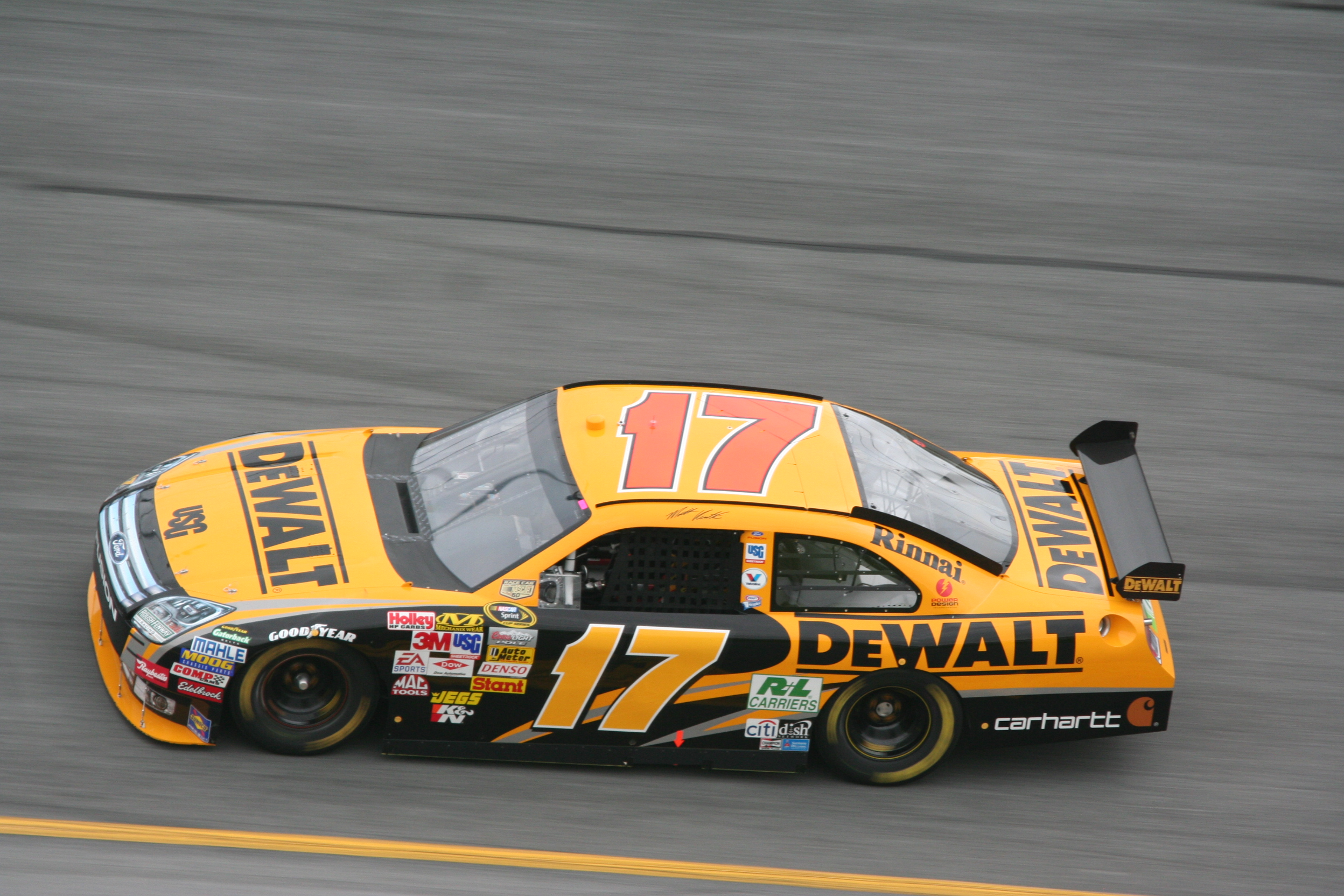
Matt Kenseth mit Ford Fusion (2008)

In den USA tritt DeWalt seit 1999 als Sponsor in der NASCAR-Serie für Matt Kenseth und das Team Joe Gibbs Racing auf. In Deutschland unterstützte DeWalt ab 2006 den Fußball-Bundesligisten Borussia Dortmund, dessen Vereinsfarben ebenfalls Schwarz-Gelb sind. Seit 2009 ist DeWalt in der Moto GP aktiv.
2014 startete DeWalt seine Partnerschaft mit dem FC Barcelona.